# Demon Lord, Retry!
Demon Lord, Retry! (魔王様、リトライ!, Maō-sama, ritorai!, litt. « Seigneur démon, réessayez ! ») est une série de light novel écrite par Kurone Kanzaki. L'histoire suit les aventures d'Akira Ōno, une personne active qui autrefois gérait un jeu vidéo, qui s'est soudainement retrouvé dans un autre monde de fantasy, et ce, sous les traits de son personnage, le Seigneur démon Hakuto Kunai.
Publiée à l'origine en ligne comme étant une websérie sur les sites Shōsetsuka ni narō et Hameln entre octobre 2016 et décembre 2016, elle est éditée en light novel par Futabasha depuis juillet 2017. Une adaptation en manga d'Amaru Minotake est publiée sur le site Web Comic Action de Futabasha depuis octobre 2017. Une adaptation en série télévisée d'animation par le studio Ekachi Epilka est diffusée pour la première fois entre le 4 juillet et le 19 septembre 2019,.

## Synopsis
Akira Ōno est un salarié quadragénaire qui gérait un jeu vidéo en ligne de sa propre conception, Infinity GAME, créé il y a de cela quinze ans et qui est sur le point d'être arrêté par la clôture de ses serveurs.
Dans un élan de nostalgie, il décide de s'y connecter jusqu'à la dernière seconde pour dire adieu à son personnage d'administrateur, le Seigneur Démon Hakuto Kunai : mais c'est au moment précis de ladite fermeture qu'il est transporté dans un autre monde sous les traits de son personnage fétiche, avec ses statistiques et compétences d’Infinity GAME.
À peine débarqué dans ce nouveau monde médiéval-fantastique, il rencontre et sauve une jeune fille à la jambe estropiée, Aku. Apprenant ce qu'il lui est arrivé, il décide de la prendre sous son aile et de s'en occuper.
Ainsi commence le parcours de ce Seigneur Démon qui ne sera pas de tout repos, puisqu'en plus de la secte de Satanistes souhaitant apporter le chaos, ils sont pourchassés par les différentes nations ainsi que les Trois Saintes, figures « héroïques » de ce monde qui combattent le « mal ».

## Personnages

### Principaux
Akira Ōno (大野晶, Ōno Akira) (identité réelle)
Voix japonaise : Kenjirō Tsuda (ja),
Le protagoniste masculin de l'histoire.
Un homme de quarante-cinq ans développeur de son propre jeu vidéo en ligne, Infinity GAME, qu'il administrât personnellement durant quinze ans. Après être resté connecté jusqu'au bout, la nuit de clôture de ce dernier, il se réveille dans un autre monde dans la peau du personnage utilisé durant sa connexion : le boss final d’Infinity GAME, Hakuto Kunai le « Seigneur Démon de la Violence ».
Il constate également que, bien que ce monde médiéval-fantastique pourtant plus vrai que nature diffère de l'univers d’Infinity GAME, il inclut tout de même des mécanismes de son propre jeu spécifiques à lui et à l'avatar qu'il incarne.
Hakuto Kunai (九内伯斗, Kunai Hakuto) (personnage) / le Seigneur Démon de la Violence (暴虐の魔王, bōgyaku no maō, litt. « Roi-Démon de la tyrannie ») (surnom) / « l’homme en noir » (黒い人, kuroi hito, individu/personne [en] noir[e]) (surnom par Momo et Kyon)
Voix japonaise : Kenjirō Tsuda (ja),
Le personnage principal d'Akira Ōno dans son jeu (et l'autre monde).
Grand homme ténébreux de trente ans en apparence, gros fumeur en complet et longue veste sombre, Akira était resté connecté avec lui lors de la clôture des serveurs, et se réveille dans sa peau quand il est transporté dans l'autre monde.
Il était l’adversaire final d’Infinity GAME, homme originaire de « l'Empire » surnommé le « Seigneur Démon de la Violence » et possédant sa base personnelle avec des subordonnés sous ses ordres.
Il suscite l'amour dévoué d'Aku ; et non assumé de la Sainte Luna Elegant.
Zero Kirisame (霧雨零, Kirisame Zero) (personnage) / l’Homme au Dragon argenté dans le dos (銀龍を背負う, ginryū o seou, litt. « Porter dans le dos un dragon d'argent ») (surnom)
Voix japonaise : Shōtarō Morikubo (ja),
Un autre personnage d'Akira.
Au grand embarras actuel de son créateur, qui plus mûr qu'à l'époque, il est antinomique à celui d'Hakuto Kunai, incarnation idéaliste et ringarde mais puissante de combattant vertueux et chevaleresque, aux allures de motard torse nu se battant avec ses poings.
Dans cet autre monde, il est pris pour un « Homme-Dragon » (龍人, tatsubito) à cause du motif dans le dos de sa cape, ses pouvoirs comme sa puissance hors du commun, ainsi que son attitude générale de redresseur de torts.
Il suscite l'amour transi de la Sainte de l'Apocalypse Killer Queen ; et profond de Tron, précédemment Sataniste.
Aku (アク)
Voix japonaise : Kanon Takao (ja),
La protagoniste féminine de l'histoire.
Cette jeune fille à la jambe estropiée est la première personne rencontrée dans l'autre monde par Hakuto Kunai : alors maltraitée par les gens de son village, elle était vouée par ces derniers à servir de sacrifice à un certain démon du nom de Geol. Elle est toutefois sauvée par le Seigneur Démon, qui la prend sous son aile et finit même par soigner sa jambe.
Quoi que puisse en dire autrui, elle éprouve des sentiments profonds ainsi qu'une loyauté sans faille pour son « sauveur » et souhaite rester à ses côtés, lui faisant une confiance aveugle.
Elle a pour particularité d'avoir des yeux vairons (le droit, rouge ; celui caché sous sa frange, vert).

### Secondaires

#### Trois Saintes
Les Trois Saintes (三聖女, san seijo) sont une sororité de trois « Héroïnes » de lumière à la puissance sacrée, qui sont à la tête du pouvoir temporel et censées combattre le mal : toutefois, elles ne sont en réalité pas aussi pures et exemplaires que leur réputation sacralisée laisserait à penser.
Luna Elegant (ルナ・エレガント, Runa Ereganto)
Voix japonaise : Kaori Ishihara,
La benjamine de seize ans des Trois Saintes.
Fille aux prétentions nobiliaires administrant (en théorie mais non de fait) le village de Rabi, qui fait partie de sa seigneurie, elle accompagne de son chef le Seigneur Démon (qu'elle décrète toutefois comme étant « son serviteur ») et Aku après leur rencontre et sa défaite — humiliante — contre lui.
Frivole et égocentrique, elle a une personnalité de tsunderekko, dénigrant régulièrement l'intégrité d'Hakuto Kunai tout en trahissant son attachement non assumé pour lui.
Killer Queen (キラー・クイーン, Kirā Kuīn) / la Sainte de l'Apocalypse (世紀末聖女, seikimatsu seijo, litt. « Sainte de fin de siècle ») (surnom)
Voix japonaise : Haruka Tomatsu,
La cadette de dix-sept ans des Trois Saintes.
Elle est tombée sous le charme de Zero Kirisame à leur première rencontre, à tel point que son évocation suffit à l'hystériser et changer sa véritable personnalité, qu'elle ne veut surtout pas lui révéler, la rendant « fleur bleue » et plus féminine.
Présentée avec des airs de chef — ou d'antagoniste — générique d’œuvres post-apocalyptiques type Ken le Survivant, avec son siège-trône porté par sa troupe de guerriers aux allures de vauriens, elle a une personnalité de garçon manqué ordurier et castrateur, bourrine violente et jurant comme ce n'est pas permis.
Angel White (エンジェル・ホワイト, Enjeru Howaito)
Voix japonaise : Aki Toyosaki,
L'aînée de dix-huit ans des Trois Saintes.
À la tête du pouvoir temporel, gérant la régence depuis la capitale avec l'aide de ses sœurs (ordinairement) ainsi que des seigneurs. Elle se méfie énormément du « Seigneur Démon » Hakuto Kunai, qu'elle pense être celui de leurs légendes, et à qui donc elle prête des intentions maléfiques.
Physiquement très belle même selon les goûts d'Akira Ōno, elle apparaît aussi être la plus féminine et proche de l'idée d'une « sainte » : très guindée, ainsi que mal à l'aise en ce qui concerne les hommes et les sentiments, son ingénuité n'a d'égal que sa pudibonderie.

#### Subordonnés duSeigneur Démon(Infinity GAME)
Les huit bras droits (側近, sokkin, assistant/aide/soutien proche) du Seigneur Démon dans son ancien jeu, sont invoqués un à un par ce dernier pour reconstituer son équipe. Du fait que leur univers d'origine, urbain et technologique, n'appartenait pas au merveilleux comme celui-ci, ils ont tendance — comme leur chef — à dénoter avec son ambiance fantaisiste.
Yū Kirino (桐野悠, Kirino Yū)
Voix japonaise : Rina Satō,
La première des subordonnés à être invoquée, chargée par Hakuto Kunai de la gestion de l'hôpital de campagne du village de Rabi.
Elle est également celle qui, à la demande de son chef, a soigné la jambe estropiée d'Aku. Elle est en relatifs bons termes avec Isami Tahara.
Une beauté froide de vingt-deux ans qui est à la fois génie en sciences et savante folle sachant user de ses facultés au combat voire, pour joindre l'utile à l'agréable par le biais de ses expériences ou de la torture : selon Akira Ōno, en plus de son sadisme elle serait « pédophile » ; toutefois, en s'éveillant aux émotions elle manifeste aussi discrètement et progressivement de l'intérêt pour son chef.
Isami Tahara (田原勇, Tahara Isami)
Voix japonaise : Tomokazu Seki,
Le second des subordonnés à être invoqué, chargé par Hakuto Kunai de la gestion de la station thermale du village de Rabi.
Il est en relatifs bons termes avec Yū Kirino dont il apprécie l'adoucissement de personnalité, celle qu'elle manifestait dans Infinity GAME l'effrayant.
Un homme de trente-et-un ans spécialiste des armes à feu, avec une faculté d'apprentissage ainsi que de maîtrise fulgurantes : selon Akira Ōno, le « seul véritable génie de ses huit lieutenants » aurait une petite sœur dont il serait obsédé, étant un « Siscon (ja) ».
Minami (真奈美)
Voix japonaise : Sagara Mayu (ja),
La sœur cadette d'Isami.
Elle nourrit son Sister complex (ja) (attachement fusionnel, obsessionnel ou tendancieux pour sa sœur).
Akane Fujisaki (藤崎茜, Fujisaki Akane)
Voix japonaise : Azumi Waki (ja),
La troisième des subordonnés à être invoquée, chargée par Hakuto Kunai de faire du repérage.
Vêtue d'une tenue chinoise pour le combat dans Infinity GAME, elle a des airs de lycéenne japonaise estivale en civil et est en bons termes avec Ren Miyaouji.
Une jeune fille de seize ans spécialiste en infiltration. Selon Akira Ōno, elle aurait également « un cerveau brillant ».
Ren Miyaouji (宮王子蓮, Miyaōji Ren)
L'une des subordonnés.
Selon Akira Ōno, elle serait « la meilleure si vous pensez en termes de force » et aurait « une intelligence semblable à celle de Tahara » mais, également, un « lien profond avec Kunai ».
Masaru Katou (加藤勝, Katō Masaru) / « l'escrimeur fou » (剣術バカ, kenjutsu baka, litt. « épéiste stupide ») (surnom par Akira Ōno ; série animée)
L'un des subordonnés.
Dans l'adaptation animée, il est mentionné par Akira Ōno comme un « escrimeur fou ».
Takefumi Nomura (野村武文, Nomura Takefumi) / « le champion d'arts martiaux toutes catégories » (総合格闘技チャンピオン, sōgō kakutōgi Chanpion, litt. « champion d'arts martiaux mixtes ») (surnom par Akira Ōno ; série animée)
L'un des subordonnés.
Dans l'adaptation animée, il est mentionné par Akira Ōno comme un « champion d'arts martiaux mixtes toutes catégories ».
Tomoya Kondou (近藤友哉, Kondō Tomoya) / « l'archer asocial » (引きこもりユニットスカイ, hikikomori Yunitto Sukai, litt. « unité du ciel en retrait [de tout/des autres] ») (surnom par Akira Ōno ; série animée)
L'un des subordonnés.
Dans Infinity GAME, il est un « reclus » absorbé par ses jeux en deux dimensions.
Selon Akira Ōno, il serait le « plus paisible et bon de tous les assistants » : il n'attaquait pas à moins d'être entré sur son territoire.
Dans l'adaptation animée, il est mentionné comme un « archer asocial ».
Shizuka Matoba (的場静, Matoba Shizuka)
L'une des subordonnés.
Dans l'adaptation animée, elle n'est que mentionnée par Akira Ōno ; dans le support original, elle est présentée comme une meurtrière de masse de l'Empire voulant également tuer Hakuto Kunai de ses propres mains, pour se venger d'avoir été attrapée par lui.

#### Village de Rabi
Le village de Rabi (ラビの村, Rabi no mura) est un fief de la seigneurie de Luna Elegant, hameau situé dans un coin perdu, où Hakuto Kunai choisit d'établir sa base. Avant que ce dernier ne prenne les choses en main, il était totalement délaissé par la Sainte et administré de facto par un nobiliaire de la capitale, et ne vivait qu'à peine des maigres récoltes de carottes effectuées par des Thérianthropes lagomorphes qui finissaient malgré elles par œuvrer à perte : néanmoins, il avait au moins pour elles la qualité de leur servir de refuge, les races semi-humaines n'étant visiblement pas tolérées à la capitale par les Humains.
Momo (モモ)
Voix japonaise : Yurika Kubo,
Une femme-lapine habitant le village de Rabi et travaillant aux potagers de carottes. Par la suite, elle est engagée avec Kyon ainsi que leurs congénères par Hakuto Kunai, pour travailler comme hôtesse à la station thermale gérée par Isami Tahara.
Possédant un air enfantin, elle a tendance pour faire plaisir aux Humains — qui trouveraient cela « mignon », à ponctuer volontairement ses phrases d'« usa- » ou de « -gi » (ウサ / ギ, apocope et aphérèse d’« usagi » [ウサギ / 兎, lapin] ; « lap- » et « -pin[ou] »), ce qui irrite personnellement Akira Ōno.
Kyon (キョン)
Voix japonaise : Kazusa Aranami (ja),
Une amie lagomorphe de Momo, également habitante du village et cultivant les potagers. Par la suite, elle est engagée avec cette dernière ainsi que leurs congénères par Hakuto Kunai, pour travailler comme hôtesse à la station thermale gérée par Isami Tahara.
Possédant une longue chevelure, elle a tendance pour faire plaisir aux Humains — qui trouveraient cela « mignon », à ponctuer volontairement ses phrases de « pyon » (ぴょん, cri onomatopéique du lapin ; « boing » petit et léger), ce qui irrite personnellement Akira Ōno.

#### Aventuriers
Les aventuriers (冒険者, boukensha) communs à ce type d'univers, partant à l'aventure et accomplissant des quêtes.
Mikan (ミカン)
Voix japonaise : Hitomi Nabatame (ja),
Une guerrière peu vêtue de dix-sept ans, partenaire de Yukikaze.
Elle se méfie grandement dudit « Seigneur Démon », même après qu'il lui ait sauvé la vie, et assume plutôt un penchant pour des hommes du type de Zero Kirisame.
Yukikaze (ユキカゼ)
Voix japonaise : Sora Tokui,
Un magicien de rang B de seize ans, androgyne travesti en fille et partenaire de Mikan.
Il tombe en pâmoison pour Hakuto Kunai, d'autant plus après qu'il les ait sauvés, Mikan et lui.
Il fait en permanence des allusions outrancièrement tendancieuses, voire salaces.
Mink (ミンク, Minku)
Voix japonaise : Chiyo Ōsaki (ja),
Une magicienne de rang S de vingt ans, chūnibyō à forte poitrine et partenaire d'Organ.
Elle est excentrique, bavardeuse invétérée de dithyrambes aux « ténèbres » et à des « pactes de sang ».
Organ (オルガン, Orugan)
Voix japonaise : M.A.O,
Une aventurière semi-démone de rang S de plus de quatre siècles, partenaire de Mink.
Elle est mystérieuse, dissimulée sous une cape à capuche.

#### Satanistes
Les Satanistes (サタニスト, Satanisuto) sont des agents du chaos, fanatiques souhaitant apporter — au sens propre — « l'enfer sur terre ».
Tron (トロン, Toron) / « Gamine » (餓鬼んちょ, gakincho, litt. « petit diable » ; gamin) (surnom par Akira Ōno)
Voix japonaise : Suzuna Kinoshita (ja),
Une semi-démone inexpressive de la secte des Satanistes, qu'elle finit par quitter.
Tandis qu'elle était complice de leurs attaques dans la capitale, Zero Kirisame lui sauve la vie d'un démon invoqué, Orwild, qui venait de la sacrifier pour gagner en puissance. L’Homme au Dragon argenté dans le dos lui réapprend à sourire (ce qu'elle avait oublié) même, et surtout, dans les moments les plus durs : ce qui, selon lui, « est le signe des forts ». Afin de pouvoir le revoir et demeurer à ses côtés, elle accepte de rejoindre Hakuto Kunai pour se mettre à son service.
D'une personnalité taciturne, semblant souvent sur un petit nuage, elle possède en plus du pouvoir de voler ou flotter dans les airs, la capacité de percevoir les âmes et émotions des autres par des couleurs, reconnaissant ainsi son « sauveur » par-delà les traits du Seigneur Démon : à l'instar d'Aku pour ce dernier, elle partage sensiblement le même type de sentiments pour Zero.
Sa couette est plus longue dans l'adaptation animée que dans le support original.
Utopia (ユートピア, Yūtopia)
Voix japonaise : Takehito Koyasu,
Le chef des Satanistes.

#### Autres
Eagle (イーグル, Īguru)
Voix japonaise : Akari Kitō (ja) (Demon Lord, Retry!) / Iori Noguchi (ja) (Demon Lord, Retry! R),
Une fille-oiseau, amie d'enfance du même âge que la Sainte Luna Elegant.
Cette dernière, qui la croyait depuis leurs six ans morte exécutée par l'Église de la Lumière pour les séparer (à cause de sa nature semi-humaine), découvre qu'elle a en réalité réchappé à sa condamnation à mort au prix d'une vie en exil et de persécutions : en apprenant sa survie, elle part au pied levé la retrouver en personne avec l'assentiment du Seigneur Démon, qui finit tout de même par intervenir au moment propice pour les sauver toutes deux d'une bataille en ville entre des corrompus de l'Église et les Satanistes, puis délivrer la Semi-Humaine d'une malédiction qui l'accablait.
Amie la plus chère pour Luna, elle lui servit de motivation pour devenir la Sainte qu'elle est devenue, voulant déjà à l'époque la prendre sous son aile comme « servante » : sa mort présumée, mensonge pour les éloigner l'une de l'autre, l'avait à la fois traumatisée et renforcée dans son but.

## Production et supports

### Light novel
Écrite par Kurone Kanzaki, Maō-sama, Retry! (魔王様、リトライ!) est initialement publiée en ligne sur les sites au contenu généré par les utilisateurs Shōsetsuka ni narō et Hameln entre le 10 octobre 2016 et le 31 décembre 2016 ; et dont du contenu additionnel a été rajouté sur Narō entre le 14 mai 2019 et le 5 juin 2019. Futabasha a acquis les droits d'éditions de la série pour une publication imprimée et l'a adaptée en light novel au format bunko avec des illustrations de Kōji Ogata sous sa marque de publication Monster Bunko depuis juin 2017. À ce jour, trois volumes ont été publiés.
Avec l'annonce de l'anime, Kanzaki a annoncé l'éventuel retrait des versions web de l'histoire sur Narō et Hameln, en raison des différences de plus en plus grandes entre l'histoire web originale et les manuscrits corrigés que Kanzaki publie dans la version light novel.
Une nouvelle édition de la série au format tankōbon est lancée avec des illustrations de Makoto Iino la marque de publication de Futabasha, M Novels, depuis octobre 2018. À ce jour, cinq volumes ont été publiés.

#### Liste des volumes
| no | Japonais                        | Japonais                                                       |
| no | Date de sortie                  | ISBN                                                           |
| -- | ------------------------------- | -------------------------------------------------------------- |
| 1  | 30 juin 2017 22 octobre 2018    | 978-4-575-75141-3 (Monster Bunko) 978-4-575-24115-0 (M Novels) |
| 2  | 30 octobre 2017 15 février 2019 | 978-4-575-75166-6 (Monster Bunko) 978-4-575-24147-1 (M Novels) |
| 3  | 30 mars 2018 30 mai 2019        | 978-4-575-75194-9 (Monster Bunko) 978-4-575-24178-5 (M Novels) |
| 4  | 30 août 2019                    | 978-4-575-24202-7 (M Novels)                                   |
| 5  | 29 février 2020                 | 978-4-575-24254-6 (M Novels)                                   |
| 6  | 31 août 2020                    | 978-4-575-24314-7 (M Novels)                                   |
| 7  | 27 février 2021                 | 978-4-575-24381-9 (M Novels)                                   |

### Manga
Une adaptation en manga, dessinée par Amaru Minotake, est lancée sur le site Web Comic Action de Futabasha le 20 octobre 2017. Les chapitres sont rassemblés et édités dans le format tankōbon par Futabasha avec le premier volume publié en mars 2018 ; la série compte à ce jour cinq volumes tankōbon. La version française est éditée par Meian à partir du 6 juin 2022.

#### Liste des volumes
| no | Japonais         | Japonais          | Français          | Français          |
| no | Date de sortie   | ISBN              | Date de sortie    | ISBN              |
| -- | ---------------- | ----------------- | ----------------- | ----------------- |
| 1  | 30 mars 2018     | 978-4-575-41023-5 | 6 juin 2022       | 978-2-38275-269-2 |
| 2  | 2 août 2018      | 978-4-575-41032-7 | 6 juin 2022       | 978-2-38275-270-8 |
| 3  | 30 janvier 2019  | 978-4-575-41046-4 | 18 juillet 2022   | 978-2-38275-271-5 |
| 4  | 28 juin 2019     | 978-4-575-41063-1 | 28 septembre 2022 | 978-2-38275-272-2 |
| 5  | 28 décembre 2019 | 978-4-575-41095-2 | 28 novembre 2022  | 978-2-38275-273-9 |

### Adaptation animée
Une adaptation en une série télévisée d'animation a été annoncée en octobre 2018,. Celle-ci est réalisée par Hiroshi Kimura au sein du studio d'animation Ekachi Epilka avec les scripts écrits par Ōka Tanisaki, les character designs de Chiyo Nakayama reprenant ceux de Makoto Iino et la bande originale de la série est composée par Satoshi Hōno. La série est diffusée pour la première fois au Japon entre le 4 juillet et le 19 septembre 2019 sur Tokyo MX, et un peu plus tard sur BS Fuji,.
Wakanim détient les droits de diffusion en simulcast de la série dans les pays francophones sous le titre anglophone Demon Lord, Retry!. Funimation diffuse la série aux États-Unis, au Canada, au Royaume-Uni, en Irlande, Australie et Nouvelle-Zélande.
La chanson de l'opening de la série, intitulée Tempest, est interprétée par Kaori Ishihara, tandis que celle de l'ending, intitulée New, est écrite et chantée par Haruka Tōjō (ja),.

#### Musique

##### Génériques
| Épisode                                             | Titre   | Artiste(s) | Informations complémentaires           |
| --------------------------------------------------- | ------- | ---------- | -------------------------------------- |
| 9                                                   | Romance | Anonyme    | Version jouée par une boîte à musique. |
| Fichier audio                                       |         |            |                                        |
| Romance Anonyme                                     |         |            |                                        |
| Interprétation de Jim Greeninger (Source : Musopen) |         |            |                                        |
| Des difficultés à utiliser ces médias ?             |         |            |                                        |
| modifier                                            |         |            |                                        |

## Accueil
Le tirage total de la série a dépassé les 200 000 exemplaires en octobre 2018.

### Annotations
1. ↑  La série est programmée pour la nuit du 3 juillet 2019 à 24 h, soit le 4 juillet à 0 h JST.

### Sources
1. 1 2 3 4 5  (en) Rafael Antonio Pineda, « Maō-sama, Retry! Fantasy Light Novels Get 2019 TV Anime : Kurone Kanzaki's story of online game admin transported to his own game's world », sur Anime News Network, 11 septembre 2018 (consulté le 20 juin 2019)
2. 1 2  (ja) « なろう発異世界ファンタジー「魔王様、リトライ！」TVアニメ化、2019年放送 », sur natalie.mu,‎ 13 septembre 2018 (consulté le 20 juin 2019)
3. 1 2 3  (en) Crystalyn Hodgkins, « 'Maō-sama, Retry!' TV Anime's Teaser Visual Revealed », sur Anime News Network, 19 octobre 2018 (consulté le 20 juin 2019)
4. 1 2  (ja) « Webで新レーベル・モンスターコミックス始動、人気ラノベを続々マンガ化 », sur natalie.mu,‎ 26 février 2016 (consulté le 20 juin 2019)
5. 1 2  (en) Rafael Antonio Pineda, « 'Maō-sama, Retry!' Anime Reveals More Cast, Visual, July 3 Premiere : Showtaro Morikubo, Yurika Kubo, Kazusa Aranami, Suzuna Kinoshita, Chiyo Ōsaki, M.A.O join cast », sur Anime News Network, 6 juin 2019 (consulté le 20 juin 2019)
6. 1 2  (ja) « On Air », sur Site officiel (consulté le 28 juin 2019)
7. 1 2 3 4 5 6 7 8 9 10 11 12 13 14 15 16 17 18 19 20  (ja) « Character », sur Site officiel (consulté le 20 juin 2019)
8. 1 2 3 4  (en) Crystalyn Hodgkins, « 'Maō-sama, Retry!' TV Anime's Teaser Video Reveals Staff, Cast, July Premiere : New visual also revealed for anime based on light novel series », sur Anime News Network, 15 février 2019 (consulté le 20 juin 2019)
9. 1 2 3 4 5 6 7 8  (ja) « 「魔王様、リトライ！」に森久保祥太郎、久保ユリカ、M・A・Oら出演 », sur natalie.mu,‎ 5 juin 2019 (consulté le 20 juin 2019)
10. 1 2 3  (en) Jennifer Sherman, « 'Maō-sama, Retry!' TV Anime Reveals Visual, More Cast, Theme Songs : Haruka Tomatsu, Aki Toyosaki, Rina Satou join cast », sur Anime News Network, 22 avril 2019 (consulté le 20 juin 2019)
11. 1 2 3  (en) Crystalyn Hodgkins, « 'Maō-sama, Retry!' Anime Reveals Promo Video, More Cast : Tomokazu Seki joins cast for series premiering on July 3 », sur Anime News Network, 13 juin 2019 (consulté le 20 juin 2019).
12. 1 2  (en) Jennifer Sherman, « 'Maō-sama, Retry!' TV Anime Casts Hitomi Nabatame, Sora Tokui : Isekai fantasy series premieres in July », sur Anime News Network, 15 mai 2019 (consulté le 20 juin 2019)
13. ↑  (ja) Kurone Kanzaki, « 魔王様、リトライ! », sur Shōsetsuka ni narō,‎ 10 octobre 2016 (consulté le 20 juin 2019)
14. ↑  (ja) « 明日2月29日（土）のライトノベルニュースヘッドライン », sur ln-news.com,‎ 28 février 2020 (consulté le 5 mars 2020)
15. ↑  (ja) « ゲームキャラの姿で異世界に飛ばされる、「魔王様、リトライ！」コミカライズ », sur natalie.mu,‎ 30 mars 2018 (consulté le 20 juin 2019)
16. ↑  (ja) « 【12月28日付】本日発売の単行本リスト », sur natalie.mu,‎ 28 décembre 2019 (consulté le 5 mars 2020)
17. ↑  « Demon Lord, Retry!, un nouveau manga isekai chez Meian », sur manga-news.com, 8 mars 2022 (consulté le 6 avril 2022)
18. ↑  (ja) « 7月放送TVアニメ『魔王様、リトライ！』第2弾キービジュアル公開！　新たに声優・戸松遥さん、豊崎愛生さん、佐藤利奈さんらが出演決定！ », sur animatetimes.com,‎ 22 avril 2019 (consulté le 19 juin 2019)
19. ↑  « 2 nouveaux animes en simulcast chez Wakanim », sur manga-news.com, 26 juin 2019 (consulté le 26 juin 2019)
20. ↑  (en) « Funimation Adds Arifureta: From Commonplace to World's Strongest, Cop Craft, 'Demon Lord, Retry!' Anime », sur Anime News Network, 3 juillet 2019
21. ↑  (ja) « 「魔王様、リトライ！」に戸松遥・豊崎愛生・佐藤利奈が出演、第2弾ビジュアルも », sur natalie.mu,‎ 22 avril 2019 (consulté le 20 juin 2019)
22. ↑  (ja) « MUSIC », sur Site officiel (consulté le 20 juin 2019)
23. ↑  (ja) « 第5回ネット小説大賞・金賞受賞作『魔王様、リトライ！』がTVアニメ化決定！　ティザービジュアルも公開 », sur animatetimes.com,‎ 19 octobre 2018 (consulté le 12 juin 2019)

### Œuvres

#### Édition japonaise
Light novel
Monster Bunko
1. 1 2  (ja) « 魔王様、リトライ! １ : 文庫 », sur Futabasha (consulté le 20 juin 2019)
2. 1 2  (ja) « 魔王様、リトライ! ２ : 文庫 », sur Futabasha (consulté le 20 juin 2019)
3. 1 2  (ja) « 魔王様、リトライ! ３ : 文庫 », sur Futabasha (consulté le 20 juin 2019)

M Novels
1. 1 2  (ja) « 魔王様、リトライ! １ : 単行本 », sur Futabasha (consulté le 20 juin 2019)
2. 1 2  (ja) « 魔王様、リトライ! ２ : 単行本 », sur Futabasha (consulté le 20 juin 2019)
3. 1 2  (ja) « 魔王様、リトライ! ３ : 単行本 », sur Futabasha (consulté le 20 juin 2019)
4. 1 2  (ja) « 魔王様、リトライ! ４ : 単行本 », sur Futabasha (consulté le 18 septembre 2019)
5. 1 2  (ja) « 魔王様、リトライ! ５ : 単行本 », sur Futabasha (consulté le 5 mars 2020)
6. 1 2  (ja) « 魔王様、リトライ! ６ : 単行本 », sur Futabasha (consulté le 6 mai 2021)
7. 1 2  (ja) « 魔王様、リトライ! ７ : 単行本 », sur Futabasha (consulté le 6 mai 2021)

Manga
1. 1 2  (ja) « 魔王様、リトライ! １ », sur Futabasha (consulté le 20 juin 2019)
2. 1 2  (ja) « 魔王様、リトライ! ２ », sur Futabasha (consulté le 20 juin 2019)
3. 1 2  (ja) « 魔王様、リトライ! ３ », sur Futabasha (consulté le 20 juin 2019)
4. 1 2  (ja) « 魔王様、リトライ! ４ », sur Futabasha (consulté le 20 juin 2019)
5. 1 2  (ja) « 魔王様、リトライ! ５ », sur Futabasha (consulté le 5 mars 2020)

#### Édition française
Manga
1. 1 2  « Demon Lord, Retry! - Tome 1 », sur Meian (consulté le 6 avril 2022)
2. 1 2  « Demon Lord, Retry! - Tome 2 », sur Meian (consulté le 6 avril 2022)
3. 1 2  « Demon Lord, Retry! - Tome 3 », sur Meian (consulté le 6 avril 2022)
4. 1 2  « Demon Lord, Retry! - Tome 4 », sur Meian (consulté le 6 avril 2022)
5. 1 2  « Demon Lord, Retry! - Tome 5 », sur Meian (consulté le 6 avril 2022)